# Monsieur (film, 1964)
Pour les articles homonymes, voir Monsieur (homonymie).
Pour plus de détails, voir Fiche technique et Distribution.
Monsieur est un film franco-germano-italien réalisé par Jean-Paul Le Chanois et sorti en 1964. C’est la dernière apparition à l’écran de Gaby Morlay.

## Synopsis
Veuf inconsolable depuis huit jours, le banquier René Duchêne (Jean Gabin) décide de mettre fin à ses jours. Il quitte la maison, laissant derrière lui une lettre annonçant ses intentions. Lorsqu'il s'apprête à se jeter dans la Seine, une femme qui l'a reconnu l'en empêche. Il s’agit de son ancienne femme de chambre, Suzanne (Mireille Darc), tombée dans la galanterie. Elle lui révèle que l'épouse pleurée le trompait de façon éhontée. Le banquier décide de « rester mort et de refaire sa vie », c'est-à-dire de laisser croire à son suicide et de disparaître, en changeant d'identité.
Il veut d'abord « racheter » Suzanne. Contacté par les malfrats dont dépend la jeune femme, il les persuade sans peine qu'il est un gangster en cavale venu d'Angleterre. il leur propose donc une affaire : la moitié du butin d'un gros coup. Il a en fait planifié le cambriolage d'un coffre… dans sa propre maison. Ceci n'est pas chose si facile, la maison étant aussi habitée par ses beaux-parents qui ne le portent pas dans leur cœur. Mais l'opération réussit, et elle lui permet de se constituer un capital sans avoir besoin de « ressusciter ». Surtout, il peut ainsi bloquer les manœuvres de sa belle-mère, dont l'intention avouée est de faire main basse sur l'héritage.
Il se fait ensuite embaucher chez un riche industriel, M. Bernadac (Philippe Noiret), comme maître d'hôtel, en compagnie de Suzanne, qui passe pour sa fille et qu'il fait engager comme femme de chambre. « Monsieur » se révèle un valet de grand style, ce qui n'est pas facile. En effet, d'une part, le ménage est haut en couleur : l'industriel débonnaire a épousé une hôtesse de l'air qui le trompe avec un écrivain, tandis que les deux enfants vivent leur crise d'adolescence. De plus, la grand-mère Bernadac (Gaby Morlay), soupçonneuse et acariâtre, cherche à tout prix à prendre en faute ses employés. D'autre part, il doit jouer habilement son rôle pour ne pas éveiller de doutes sur son identité. L'affaire se corse particulièrement le soir où le vice-président de la banque de Duchêne est l'hôte des Bernadac, mais le banquier parvient à éviter le quiproquo en simulant un malaise.
Le fils Bernadac tombera amoureux de Suzanne qui répond à son sentiment. Monsieur arrange les choses : Alain épousera Suzanne, désormais fille adoptive du banquier qui vient de « ressusciter ».

## Fiche technique
- Titre : Monsieur
- Réalisation : Jean-Paul Le Chanois
- Scénario : Claude Gevel
- Adaptation : Georges Darrier, Pascal Jardin et Georges Derrik
- Dialogue : Pascal Jardin
- Assistants réalisateur : Jean Michaud, Philippe Monnier, Jean Molynas
- Images : Louis Page
- Cameraman : Marc Champion
- Opérateur : Pierre Charvein, assisté de Marcel Corvaisier et Maurice Kaminsky
- Son : Jean Rieul, assisté de Vartan Karakeusian
- Décors : Jean Mandaroux, assisté de Jacques d'Ovidio, Jacques Dugied
- Montage : Emma Le Chanois, assistée de Sophie Coussein
- Musique : Georges Van Parys
- Accessoiriste : Henri Berger-Pierdel
- Régisseur général : Pierre Cottance
- Régisseur ensemblier : Rudy Le Roy
- Maquillage : Yvonne Gasperina
- Ensemblier : Jacques Charon, Guy Maugin
- Script-girl : Christiane Grémillon
- Photographe de plateau : Marcel Dole
- Habilleuses : Micheline Bonnet, Dora Balabanoy
- Conseillère de mode : Odette Keyzin-Alfonsi
- Robes de : Marie Martine
- Sacs et gants de : Fernande Desgranges
- Chapeaux de : Gilbert Orcel
- Bijoux de : Paulette Laubie
- Coiffures : Liselotte Pulver et Mireille Darc sont coiffées par Jacques Dessange
- Tournage dans les studios de Boulogne
- Tirage : Laboratoire G.T.C de Joinville, son : S.O.R
- Caméra de location : Chevereau
- Production : Les Films Copernic - Les Films Corona - Zebra Films (Franco-Germano-Italienne)
- Directeur de production : Guy Lacourt
- Secrétaire de production : Fanchette Brie
- Distributeur : Comacico
- Administrateur : Maurice Casaze
- Producteur délégué : Raymond Danon
- Pays de production :  France  Allemagne de l'Ouest
- Année : 1964
- Lieux de tournage : Paris, 11 quai de Bourbon ; Château de Villemenon à Servon (Seine-et-Marne) ; rue des Vaux-de-Cernay, au niveau de l'étang des Vallées à Auffargis (Yvelines) et Studios de Boulogne-Billancourt.
- Langue originale : français
- Format : noir et blanc – 35 mm – 2,35:1 (Franscope) – mono
- Genre : comédie
- Durée : 105 minutes
- Dates de sortie :
  - France : 22 avril 1964
  - Belgique : 9 octobre 1964
- Affiche : Jouineau Bourduge (France)

## Distribution
| - Jean Gabin : le banquier René Duchêne, alias Georges Baudin dit « Monsieur » - Mireille Darc : Suzanne, l'ex-femme de chambre de Duchêne - Philippe Noiret : Edmond Bernadac - Liselotte Pulver : Elisabeth Bernadac - Gaby Morlay : Mme Bernadac mère - Heinz Blau : Alain Bernadac - Berthe Granval : Nathalie Bernadac - Gabrielle Dorziat : la belle-mère de Duchêne - Henri Crémieux : le beau-père de Duchêne - Jean-Paul Moulinot : Maître Flament, le notaire de Duchêne - Peter Vogel (en) (doublé par Daniel Ceccaldi) : Michel Corbeil, écrivain et amant d'Elisabeth - Maryse Martin : Justine, la cuisinière - Andrex : Antoine, un truand - Jean-Pierre Darras : Marc, un truand - Alain Bouvette : José, un truand - Jean Champion : le patron de l'hôtel - Jean Lefebvre : le détective privé | - Claudio Gora : M. Danoni, l'armateur - Marina Berti : Mme Danoni - Armand Meffre : le patron du restaurant - Georgette Peyron : la serveuse du restaurant - Angela Minervini : la serveuse du snack - Pierre Moncorbier : le serrurier - Marcel Pérès : le jardinier - André Dalibert : le tailleur - Paul Faivre : le curé - René Fleur : le décorateur - Michel Nastorg : le médecin - Max Elder : Octave, le valet de chambre - Raoul Henry : M. Breteville, un invité des Bernadac - Christian Brocard : le client sans-gêne - Jean Blancheur : un consommateur - Marc Arian : un client du snack - Laure Paillette : la vendeuse de fleurs - Roger Lecuyer : un invité chez Bernadac |

## Autour du film
À signaler le petit clin d'œil à l'époque « yéyé » qui se traduit par la présence d'affichettes et de photos diverses sur les murs de la chambre d'hôtel de Mireille Darc au début du film (photo de Johnny Hallyday à côté du téléphone) et sur ceux de la chambre de la jeune Nathalie Bernadac sur lesquels on reconnaît bien Gene Vincent, Dick Rivers, les Chats sauvages, Richard Anthony et Burt Blanca.
Jean Gabin à Mireille Darc : « je ressuscite, comme ça tu pourras l'épouser ton yéyé ». 
Un autre clin d'œil mais celui-ci fait à l'élégance quelque peu affectée de Philippe Noiret à travers la qualité de ses chaussures mise en exergue par Jean Gabin (« […] c'est le bottier du roi Alphonse XIII ! ») lorsqu'il les cire.
Un autre clin d'œil est présent dans la musique du générique avec les premières notes de la chanson enfantine Ainsi font.
C'est le dernier film de Gaby Morlay, morte la même année.